# West Columbia (Carolina del Sud)
West Columbia è un comune degli Stati Uniti d'America, situato in Carolina del Sud, nella Contea di Lexington.